# Södra Ängby skola
Södra Ängby skola är en kommunal grundskola för årskurs F–9 belägen på Blackebergsvägen 100 i stadsdelen Södra Ängby i Bromma väster om Stockholm. Den har cirka 810 elever. Skolan har förskoleklass och grundskola med integrerad skolbarnsomsorg och fritidsklubbsverksamhet. Från och med hösten 2011 benämns verksamheten vid skolbarnsomsorg för "fritidshem" och deltagarna kallas elever, precis som i övrig skola. Södra Ängby skola renoverades och byggdes till åren 2002-2009.
Arkitektuppdraget för den nya skolan i Södra Ängby gick till Ture Rydberg, som var en ofta anlitad skolhusbyggnadsarkitekt i Stockholm, både före och efter andra världskriget. Uppdragsgivare var Stockholms folkskoledirektion, och skolans byggnader uppfördes 1946. Fastigheten är grönklassad av Stadsmuseet i Stockholm vilket innebär att bebyggelsen anses vara ”särskilt värdefull från historisk, kulturhistorisk, miljömässig eller konstnärlig synpunkt”.

## Historik

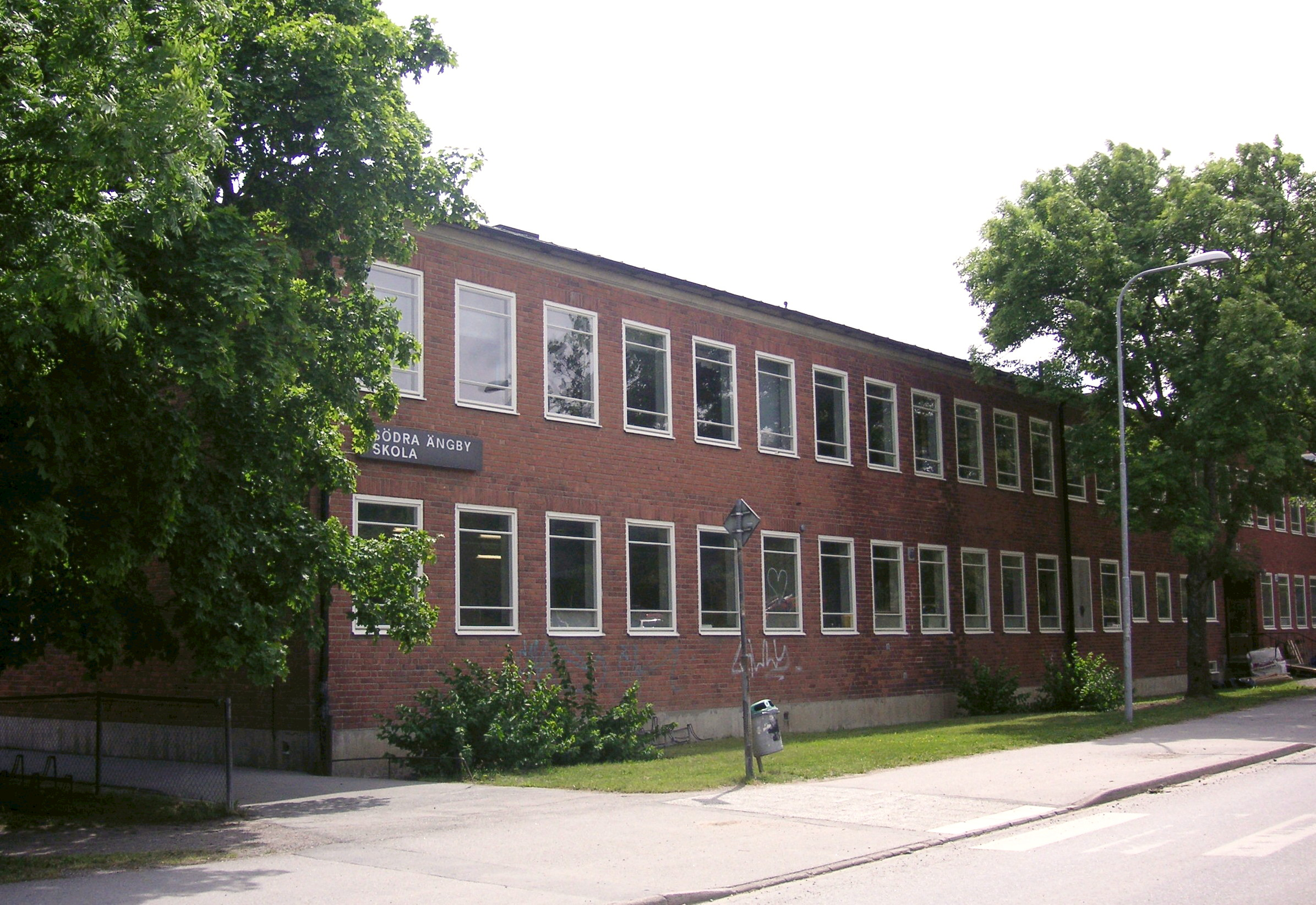
Södra Ängby skola, foto juni 2008.

Södra Ängby skola uppfördes 1946 efter ritningar av arkitekten Ture Ryberg i funktionalismens anda. Samma år var skolan färdig att ta emot sina första klasser. Södra Ängby skola ligger på Blackebergsvägen nära Islandstorget och från 1 oktober 1944 gick Ängbybanans linje 11 till från Alvik till Islandstorget och trafikerades som spårväg till 1952, då tunnelbanan började köra på samma spår till tunnelbanestationen Islandstorget. Vid Södra Ängby skola påbörjades 2006 en renovering samtidigt som skolan firade 60-årsjubileum. Elever och pedagoger flyttade in till de nya tillbyggnaderna utmed Blackebergsvägen och i de nyrenoverade lokalerna till höstterminen 2008.

## Verksamhet
Skolans elever är indelade i 5 olika pedagogiska arbetslag utifrån viljan att organisera sig nära eleverna. I enheten Alfa ingår hela lågstadiet. I enheten Beta ingår arbetslag 4-6 och i Gamma ingår arbetslag 7-9. Ett arbetslag som organiserar elevstöd och hälsa för eleverna finns också på skolan, arbetslaget heter Sigma. Skolan har 810 elever och 96% behöriga lärare (2023). Rektorn heter Jan Aronson.

## Konstnärlig utsmyckning

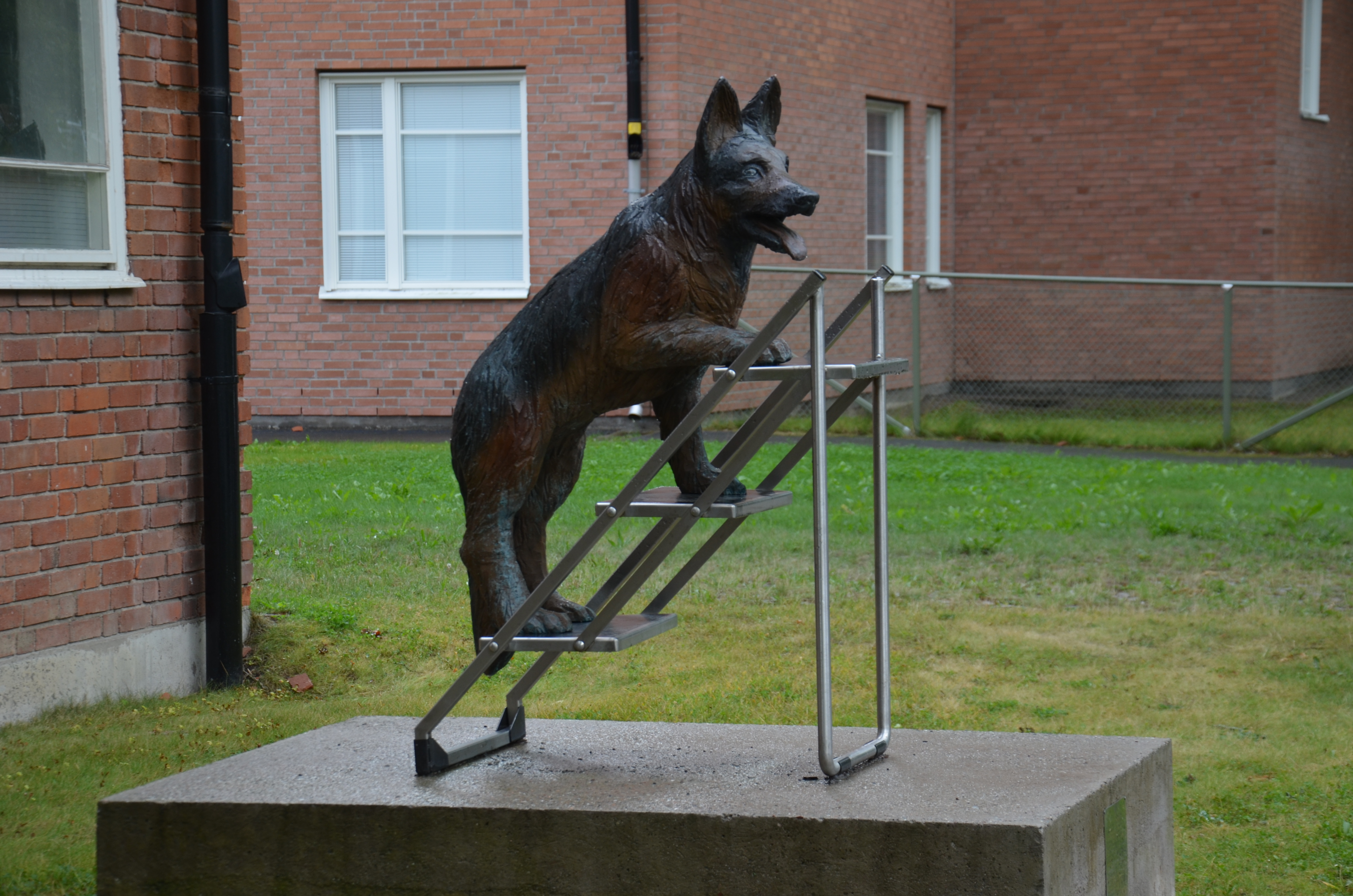
Skulpturen "Tim or Dog ascending a stepladder".

Numera står det vid entrén en skulptur av en hund som kallas "Tim". Skulpturen var en del i kultursatsningen i samband med att skolan renoverades och återinvigdes hösten 2009. Skulpturen är skapad av Olav Westphalen (född 1963 i Hamburg). Eleverna fick i uppdrag att arbeta med skulpturen i skolarbetet. Hunden döptes då till Tim. Dåvarande klass 1A skrev en berättelse om hur hunden kom till skolan och vilket uppdrag den har. Hela berättelsen finns att läsa på sockeln som hunden Tim står på. I skolans ljushall sitter reliefer av Otte Sköld och keramikern Ingrid Atterberg från Upsala Ekeby, utförda omkring 1953.[källa behövs]